# Gradiško
Gradiško je naselje v Občini Bloke.